# Lamberto de Vence
Lamberto de Vence (Bauduen, Var, Provenza-Alps-Costa Azul, 1084-Vence, Alpes Marítimos, 1154) fue un monje benedictino, obispo de Vence. Es venerado como santo por diversas confesiones cristianas.

## Biografía
Lamberto nació en Bauduen en 1084; su madre murió en el parto, y él estudió en Riés. Al hacer los doce años ingresó en el monasterio benedictino de Saint-Honorat de Lerins, donde se crio y se hizo monje. Su fama de virtud y austeridad le hizo que fuese nombrado obispo de Vence en 1114.
Como obispo, inició la construcción de la actual catedral románica de la Natividad de María de Vence. Dio su apoyo a los siervos en los conflictos con los señores feudales, fomentando la construcción de molinos de agua para darles autonomía económica. Envió a Bauduen las relíquias de San Verano de Vence. Murió en Vence en 1154.
Venerado como santo desde su muerte, sus relíquias están hoy a la catedral de Vence.